# Świecko
Świecko (in tedesco Schwetig) è un centro abitato della Polonia, frazione della città di Słubice.